# ساونگن
۶°۲۴′۳۱″جنوبی ۱۰۶°۴۵′۵۳″شرقی / ۶٫۴۰۸۵۷۴°جنوبی ۱۰۶٫۷۶۴۷۴۷°شرقی
ساونگن (اندونزیایی: Sawangan) شهری در استان جاوه غربی کشور اندونزی است. جمعیت این شهر بر اساس سرشماری سال ۱۹۹۰ میلادی ۹۱٫۱۳۴ تن بوده که در سال ۲۰۰۷ میلادی به ۱۱۶٫۹۴۷ نفر افزایش یافته‌است.